# Zdobycie Rzymu (472)
Zdobycie Rzymu – atak i oblężenie miasta przeprowadzone wiosną i latem 472 przez wojska Rycymera i sprzymierzonych z nim Burgundów. Starcie zakończyło się upadkiem i grabieżą Rzymu przez napastników.

## Sytuacja ogólna
W Cesarstwie zachodniorzymskim faktyczną władzę od lat sprawował, tzw. magister militum, najwyższy dowódca wojskowy, którym był Rycymer. Kolejni cesarze – z wyjątkiem Majoriana – byli niezwykle słabi i stanowili jedynie zabawkę w rękach najwyższego wodza. Od roku 467 władzę cesarską sprawował Antemiusz. Jego aktywność polityczna (próby sojuszu z Bizancjum) i wojskowa (walki w Galii i z Wandalamii), choć były nieskuteczne to jednak zraziły Rycymera, który chciał sprawować niepodzielne rządy.
Pierwsze konflikty zdołał załagodzić biskup Pawii, Epifaniusz. Ostatecznie doszło jednak do wojny domowej w latach 471–472. Rycymer zebrał ok. 6000 ludzi i ruszył na Rzym. Wysłany z Konstantynopola mediator cesarza Leona I, Olibriusz sam stanął po stronie Rycymera i został cesarzem. Jednak Antemiusz, mimo szczupłości swoich sił, zdecydował się bronić miasta. Oblężenie rozpoczęło się w kwietniu 472, a magister militum wezwał na pomoc Burgundów, którymi rządził Gundobad, spokrewniony z Rycymerem i dotąd pełniący analogiczne obowiązki jak Rycymer, ale ograniczone do Galii.

## Oblężenie

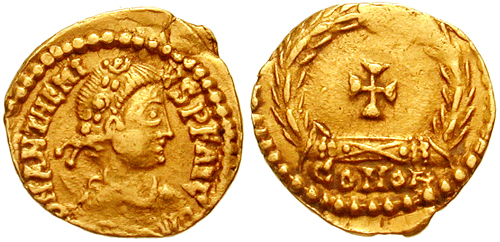
Moneta z wizerunkiem cesarza Antemiusza

Potężne, lecz słabo obsadzone mury Rzymu, stanowiły trudną przeszkodę w atakach. W mieście brakowało jednak jedzenia, wybuchła też epidemia. Część miasta opanowali żołnierze Rycymera. Cesarz Antemiusz starał się mimo to wykorzystać posiadany czas i wysyłał poselstwa z prośbą o pomoc. Ostatecznie, z polecenia Leona I, do Rzymu dotarły późną wiosną połączone wojska Wizygotów i odłamu Ostrogotów, pod naczelną komendą Widymera. Armia Gocka stanowiła od tego momentu główną część składową wojsk broniących miasta. Niestety Widymer został wkrótce pokonany przez przeważające liczebnie siły Rycymera w okolicy mauzoleum Hadriana i musiał się wycofać. Resztki oddziałów cesarskich wraz z samym Antemiuszem stworzyły ostatni punkt oporu na Palatynie.

## Skutki
Na początku lipca, po 3 miesiącach oblężenia, miasto ostatecznie wpadło w ręce Rycymera i Gundobada. Wojska na Palatynie zostały niemal doszczętnie wymordowane, a cesarza schwytano wkrótce po tym jak próbował uciec przebrany za żebraka. 11 lipca Antemiusz został zamordowany przez Rycymera lub Gundobada. Rzym został z kolei doszczętnie splądrowany przez Burgundów.
Rycymer nie cieszył się jednak długo swoim sukcesem, gdyż zmarł na apopleksję już 18 sierpnia.